# چارلز بی دلفین
چارلز بی دلفین (انگلیسی: Charles B. Dolphin; ۳ مارس ۱۸۸۸ – ۲۸ ژوئن ۱۹۶۹) یک معمار بریتانیایی-کانادایی بود که ساختمان‌های مختلفی را در تورنتو طراحی کرد که مهم‌ترین آن ساختمان تحویل پستی تورنتو بود (اکنون در ایر کانادا سنتر گنجانده شده‌است.
دلفین در اشتون-آندر-لاین، انگلستان متولد شد، به کانادا مهاجرت کرد.